# 張益 (永樂進士)

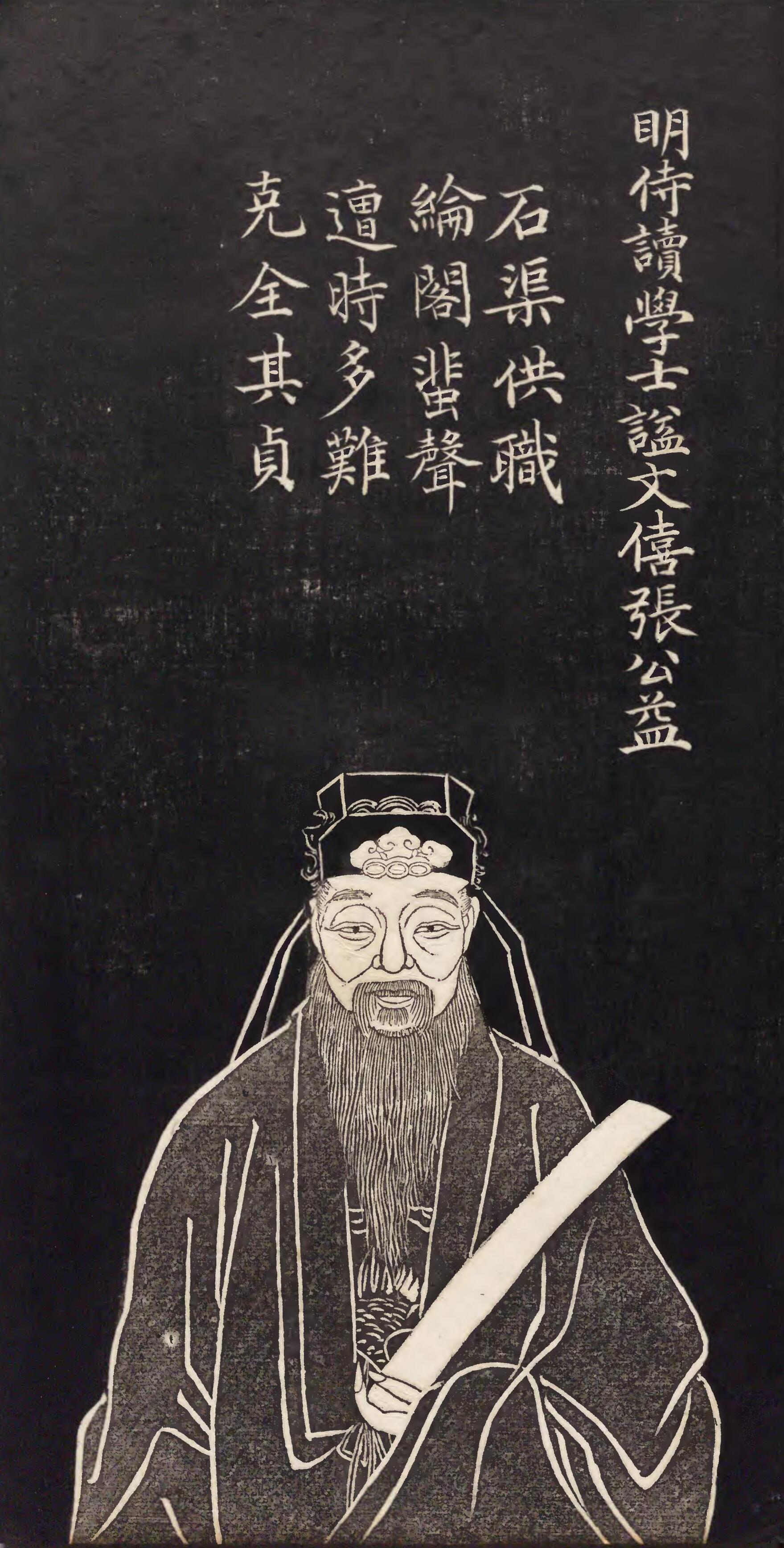
張益

張益（1395年—1449年），字士謙，號惷菴，江寧人。明朝政治人物。

## 生平
張益為永乐十三年（1415年）進士。由庶吉士授中書舍人，改大理評事。《宣宗實錄》修成，改翰林院修撰。《明史》稱其“博學強記，詩文操筆立就”，受到三楊器重。不久，升侍讀學士。正統十四年（1449年），入文淵閣。不到三月，在土木堡之变中蒙難。景帝立，贈學士，諡文僖
張益與夏昶齊名，同年考中進士，同善作賦、畫竹，夏昶後來認為自己的辭賦，不如張益，於是終身不再作賦；張益也認為自己所畫的竹子不如夏昶，也終身不畫竹子。
其曾孫張琮亦為進士。嘉靖初年曾任南京右都御史。